# 脑状银耳
脑状银耳（学名：Tremella encephala）是属于银耳目银耳科银耳属的一种真菌，散生、群生、丛生于马尾松、广东松等针叶树的枯枝上，为寄生菌，靠近或生长在寄主血痕韧革菌（Stereum sanguinolentum）的担子果上。该种分布于北美洲、亚洲、欧洲、南美洲。